# European Open (Snooker)
Die European Open waren ein professionelles Snookerturnier.

## Geschichte
Bis zur Saison 1988/89 gab es außerhalb des Vereinigten Königreichs keine Ranglistenturniere. Die European Open wurden 1989 als neues Turnier der Profitour eingeführt.
Die ersten beiden Auflagen fanden in Deauville und Lyon (Frankreich) statt. 1990/91 wechselten die European Open für ein Jahr in die Niederlande nach Rotterdam, bevor sie für vier Jahre in Belgien ausgetragen wurden (1991/92 in Tongern; 1992/93 bis 1994/95 in Antwerpen). Die vorerst letzten beiden Auflagen fanden 1995/96 und 1996/97 auf Malta in Valletta statt. Nach 1997 wurden die European Open erst einmal aus dem Kalender der Main Tour gestrichen und durch andere – nicht in Großbritannien ausgetragene – Turniere wie die German Open und die Irish Open ersetzt.
In der Saison 2001/02 wurden die European Open wieder in den Tour-Kalender integriert. Austragungsorte der folgenden drei Jahre waren Valletta, Torquay (England) und Portomaso (Malta).

### Malta Cup
Das Turnier löste nach der Saison 2003/04 die European Open namentlich ab, die jedoch meistens auch schon in Malta stattfanden.
Ab der Saison 2007/08 wurde der Weltranglistenturnierstatus an das Shanghai Masters abgegeben. Das Turnier wurde aber trotzdem als Einladungsturnier der besten 16 Spieler sowie 4 Wildcardspielern, davon 2 aus Malta, im Februar ausgetragen. Neu dabei war auch, dass es eine Gruppenphase gab.

## Turnierstatistik
| Jahr                                     | Austragungsort                           | Sieger                                   | Ergebnis                                 | Finalist                                 | Sponsor                                  | Saison                                   |
| European Open – Ranglistenturnier-Status | European Open – Ranglistenturnier-Status | European Open – Ranglistenturnier-Status | European Open – Ranglistenturnier-Status | European Open – Ranglistenturnier-Status | European Open – Ranglistenturnier-Status | European Open – Ranglistenturnier-Status |
| ---------------------------------------- | ---------------------------------------- | ---------------------------------------- | ---------------------------------------- | ---------------------------------------- | ---------------------------------------- | ---------------------------------------- |
| 1989                                     | Deauville – Casino de Deauville          | John Parrott                             | 9:8                                      | Terry Griffiths                          | ICI                                      | 1988/89                                  |
| 1990                                     | Lyon – Palais de Sport                   | John Parrott                             | 10:6                                     | Stephen Hendry                           | –                                        | 1989/90                                  |
| 1991                                     | Rotterdam – Imax Centre                  | Tony Jones                               | 9:7                                      | Mark Johnston-Allen                      | Tulip                                    | 1990/91                                  |
| 1992                                     | Tongern – Heco Centre                    | Jimmy White                              | 9:3                                      | Mark Johnston-Allen                      | –                                        | 1991/92                                  |
| 1993                                     | Antwerpen – Matchroom Schijnpoort        | Steve Davis                              | 10:4                                     | Stephen Hendry                           | Humo                                     | 1992/93                                  |
| 1993                                     | Antwerpen – Arenahal                     | Stephen Hendry                           | 9:5                                      | Ronnie O’Sullivan                        | Humo                                     | 1993/94                                  |
| 1994                                     | Antwerpen – Het Rool Stadium             | Stephen Hendry                           | 9:3                                      | John Parrott                             | Humo                                     | 1994/95                                  |
| 1996                                     | Valletta – Republic Hall                 | John Parrott                             | 9:7                                      | Peter Ebdon                              | –                                        | 1995/96                                  |
| 1997                                     | Valletta – Mediterranean Centre          | John Higgins                             | 9:5                                      | John Parrott                             | –                                        | 1996/97                                  |
| 2001                                     | Valletta – Mediterranean Centre          | Stephen Hendry                           | 9:2                                      | Joe Perry                                | –                                        | 2001/02                                  |
| 2003                                     | Torquay – Palace Hotel                   | Ronnie O’Sullivan                        | 9:6                                      | Stephen Hendry                           | –                                        | 2002/03                                  |
| 2004                                     | Portomaso – Hilton Conference Centre     | Stephen Maguire                          | 9:3                                      | Jimmy White                              | –                                        | 2003/04                                  |
| Malta Cup (Ranglistenturnier)            |                                          |                                          |                                          |                                          |                                          |                                          |
| 2005                                     | Portomaso – Hilton Conference Centre     | Stephen Hendry                           | 9 : 7                                    | Graeme Dott                              | –                                        | 2004/05                                  |
| 2006                                     | Portomaso – Hilton Conference Centre     | Ken Doherty                              | 9 : 8                                    | John Higgins                             | –                                        | 2005/06                                  |
| 2007                                     | Portomaso – Hilton Conference Centre     | Shaun Murphy                             | 9 : 4                                    | Ryan Day                                 | –                                        | 2006/07                                  |
| Malta Cup (kein Ranglistenturnier)       |                                          |                                          |                                          |                                          |                                          |                                          |
| 2008                                     | Portomaso – Hilton Conference Centre     | Shaun Murphy                             | 9 : 3                                    | Ken Doherty                              | –                                        | 2007/08                                  |